# Tsivolko
Tsivolko (Russisch: Циволько) is een klein eilandje in het westelijke deel van de Baai van Peter de Grote. Tsivolko vormt een van de eilanden aan de rand van de Amoerbaai, in het verlengde van het Moeravjov-Amoerskischiereiland en vormt onderdeel van de Russische kraj Primorje. Het eiland ligt ten zuidwesten van het eiland Rikorda en ten westen van de eilandjes Krotova, Sergejeva, Moisejevna en Zjeltoechina. Aan de zuidkust bevindt zich een kleine grot.
Het eilandje werd in kaart gebracht door een expeditie van 1862 tot 1863 onder leiding van de Russische zeevaarder Vasili Babkin en is vernoemd naar de Russische poolonderzoeker Avgoest Tsivolko.